# چاپی (بازیکن فوتبال)
چاپی (انگلیسی: Chapi؛ زادهٔ ۱۲ آوریل ۱۹۸۵) بازیکن فوتبال اهل اسپانیا است.
از باشگاه‌هایی که در آن بازی کرده‌است می‌توان به باشگاه فوتبال زولته وارخم، باشگاه فوتبال کامپوستلا، و باشگاه فوتبال دپورتیوو لاکرونیا اشاره کرد.